# Saskia Schirmer
Saskia Schirmer (* 18. Dezember 2003) ist eine deutsche Rennrodlerin, die in der Saison 2023/24 zusammen mit Dajana Eitberger in der Disziplin Doppelsitzer antrat.

## Karriere
Schirmer begann 2012 beim RC Berchtesgaden mit dem Rennrodeln, zunächst im Einsitzer.

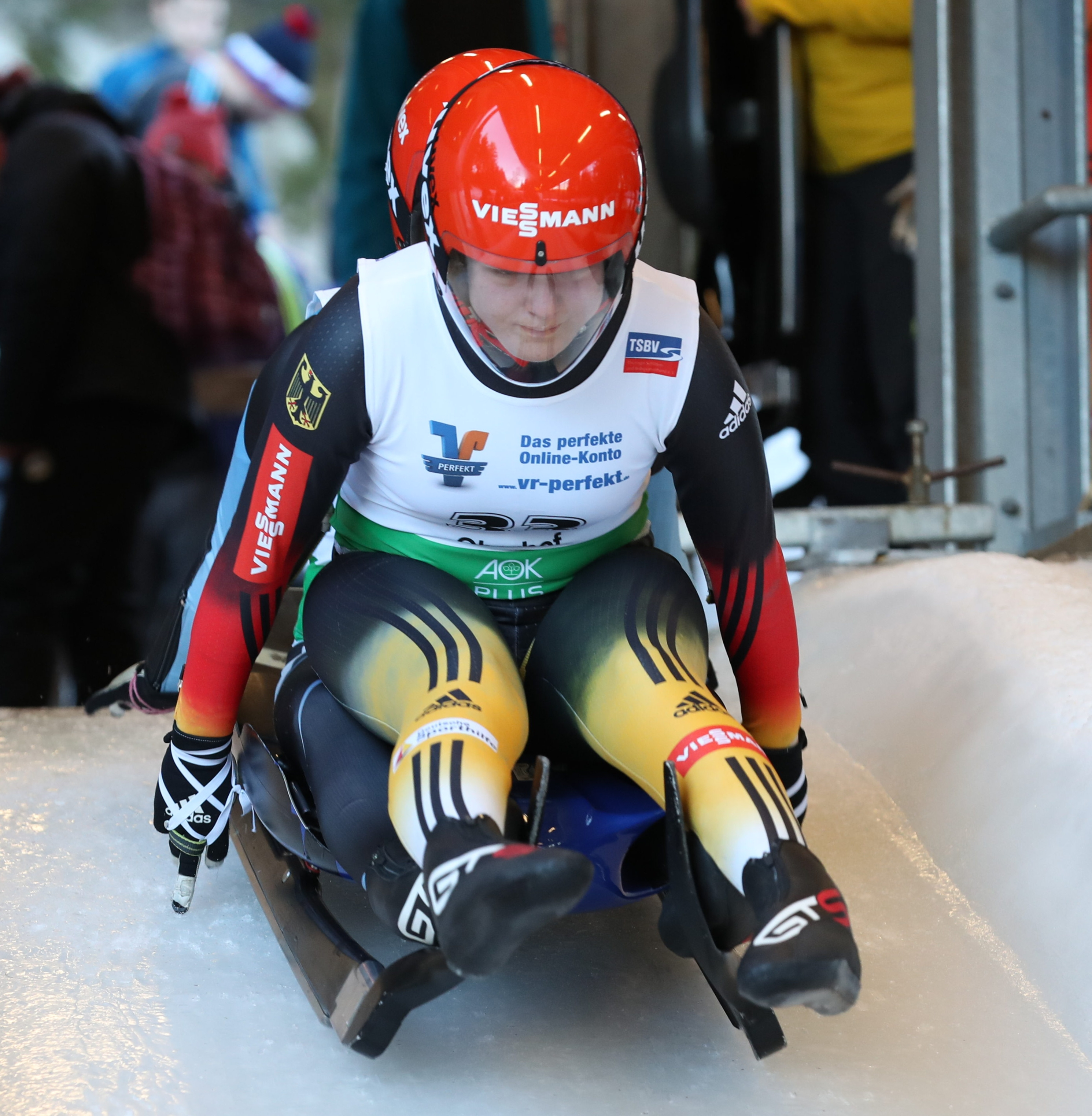
Anka Jänicke und Saskia Schirmer beim Jugend-A-Weltcup in Oberhof im Februar 2019

Ende 2017 hatte das Internationale Olympische Komitee die neugeschaffene Disziplin des Doppelsitzers der Frauen für die Olympischen Jugend-Winterspiele 2020 bestätigt, der Rennrodelweltverband Fédération Internationale de Luge de Course reagierte mit der Einführung der Disziplin in den Jugend-A-Weltcup zur Saison 2018/19. Schirmer wechselte daraufhin in die neue Disziplin und bildete zusammen mit Anka Jänicke ein Team. Ihr internationales Wettkampfdebüt gaben sie bei der vierten Station des Jugend-A-Weltcups auf dem Olympia Bob Run St. Moritz–Celerina, wo Jänike/Schirmer vor ihren Teamkolleginnen Jessica Degenhardt und Vanessa Schneider sowie den US-Amerikanerinnen Maya Chan und Reannyn Weiler siegten. Die nachfolgenden Rennen in Winterberg und Oberhof beendeten sie als Sechste bzw. Fünfte, was schlussendlich den fünften Platz in der Gesamtweltcupwertung brachte.
In der folgenden Saison 2019/20, die für die Jugend A von der Qualifikation für die Olympischen Jugend-Winterspiele im Januar 2020 geprägt war, traten Jänike/Schirmer nicht gemeinsam bei internationalen Rennen an. Für den Jugend-A-Weltcup hatten neben Degenhardt/Schneider die beiden Doppelsitzerpaare Louisa Romanenko und Pauline Patz sowie Sarah Hörnlein und Elia Reitmeier erhalten. Schlussendlich setzten sich Degenhardt/Schneider im Kampf um den Platz um die YOG-Qualifikation durch. Die Saison 2020/21 fiel für die Junioren und Jugend A auf der Kunstbahn aufgrund der COVID-19-Pandemie aus und Schirmers Teampartnerin Anka Jänicke konzentrierte sich ab der Saison 2021/22 wieder auf ihre Karriere im Einsitzer.

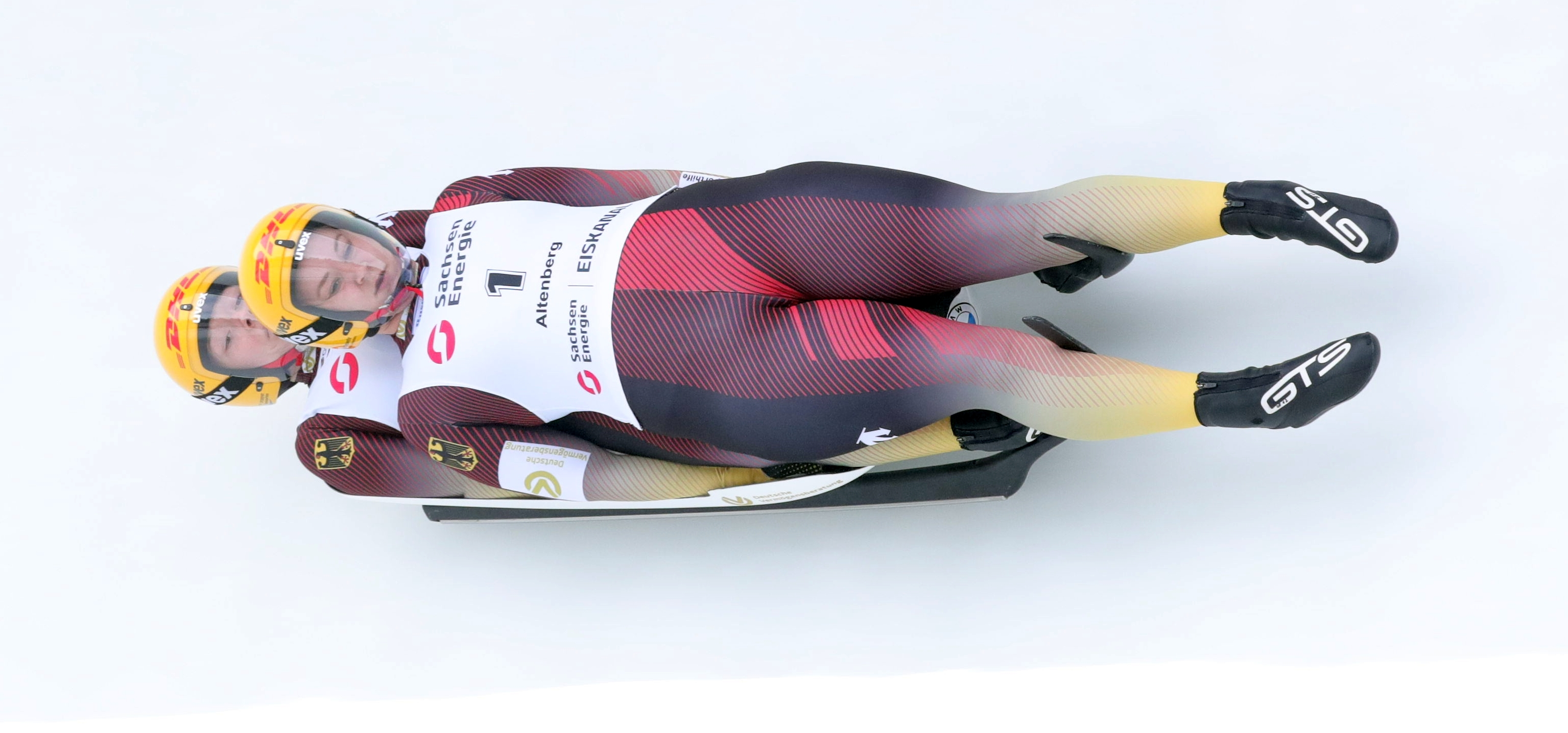
Eitberger/Schirmer bei den Deutschen Meisterschaften 2023 in Altenberg

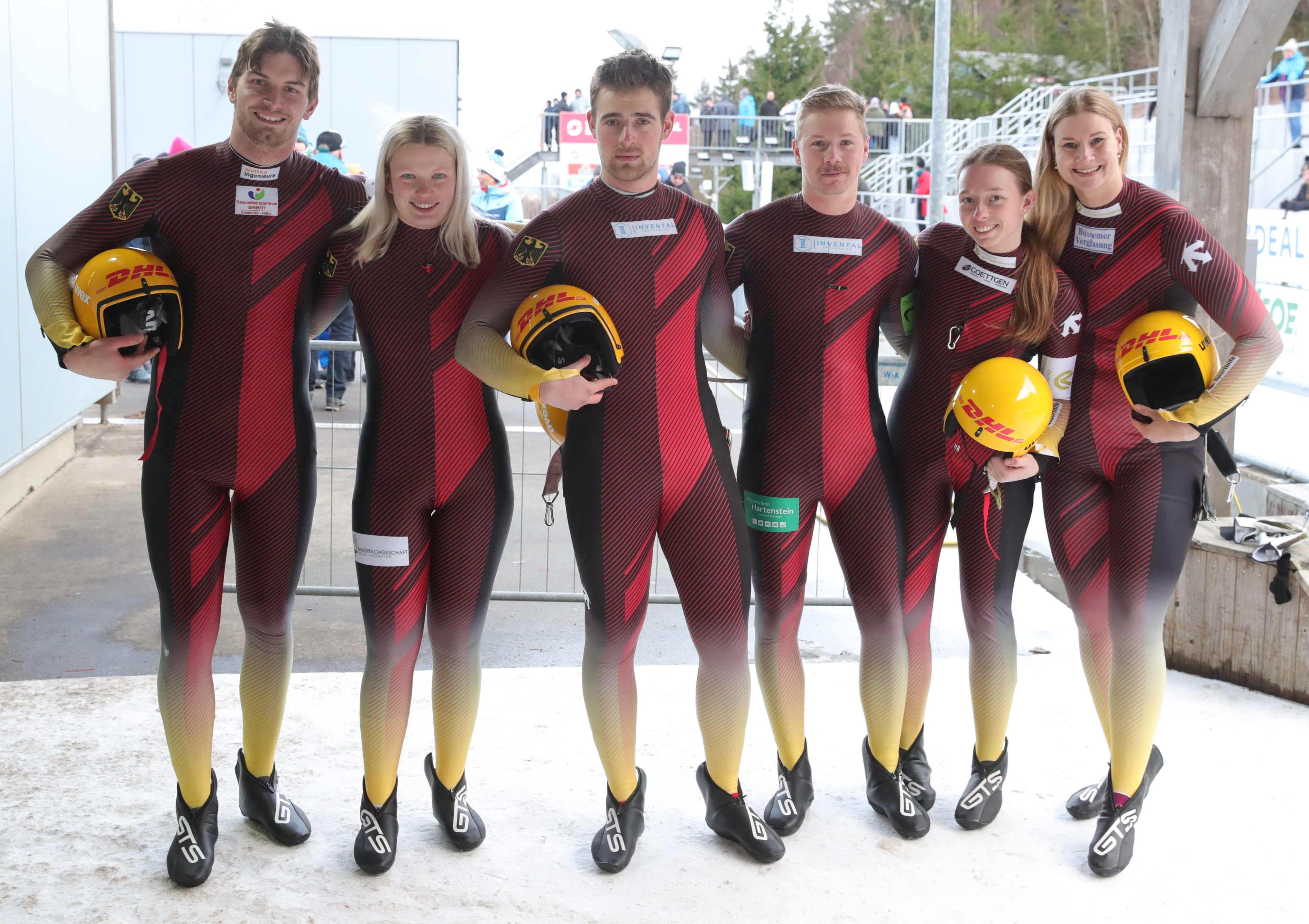
Bronzestaffel der DM in Altenberg, 2023: Schirmer als Zweite von rechts

Nachdem das Internationale Olympische Komitee am 24. Juni 2022 die Aufnahme der Disziplin des Doppelsitzers der Frauen in das Programm für die Olympischen Winterspiele 2026 in Mailand und Cortina d’Ampezzo beschlossen hatte, fand durch die Fédération Internationale de Luge de Course die Integration des Frauen-Doppelsitzers in den Elite-Weltcup statt. Im Dezember 2022 gab Dajana Eitberger bekannt, dass sie ab der Saison 2013/24 zusammen mit Schirmer im Doppelsitzerwettbewerb antreten wird. Während sich Eitberger/Schirmer im Rahmen der verbandsinternen Qualifikation noch hinter dem Doppelsitzer von Jessica Degenhardt und Cheyenne Rosenthal einreihten, gelang es ihnen beim Weltcupauftakt in Lake Placid ihre Teamkolleginnen zu schlagen. Beim zweiten Platz in der klassischen Disziplin mussten sie sich bei ihrem Debüt nur den Österreichern Selina Egle und Lara Kipp geschlagen geben; im Sprint fuhren Eitberger/Schirmer hinter Egle/Kipp und den US-Amerikanerinnen Chevonne Forgan und Sophia Kirkby auf den Bronzerang. In Whistler eine Woche später folgte ein weiterer Silberrang, dieses Mal mussten sich Eitberger/Schirmer jedoch ihren deutschen Teamkolleginnen Degenhardt/Rosenthal geschlagen geben. Bei den Deutschen Meisterschaften 2023 in Altenberg fuhren Eitberger/Schirmer auf den Bronzerang und mussten sich damit sowohl Degenhardt/Rosenthal als auch den Juniorinnen Elisa Storch und Pauline Patz geschlagen geben, auch in der Teamstaffel fuhren sie zusammen mit Alina Bräutigam, Moritz Jäger und Valentin Steudte sowie Timon Grancagnolo auf den dritten Platz. Zum Start ins Jahr 2024 fuhren Eitberger/Schirmer beim Weltcup in Winterberg auf den vierten Rang. Beim anschließenden Weltcup in Innsbruck-Igls, in dessen Rahmen zugleich auch die Europameisterschaften ausgetragen wurden, belegten sie den siebten Rang in der Weltcupwertung und fünften Platz in der EM-Wertung. Beim Saisonhöhepunkt, den Weltmeisterschaften in Altenberg, erzielten Eitberger/Schirmer den fünften Platz im Sprint sowie den sechsten Platz in der klassischen Disziplin. Da sie mit diesen Ergebnis Degenhardt/Rosenthal schlugen, erhielten sie den Vorzug für die Teamstaffel und konnten dort mit Julia Taubitz, Tobias Wendl, Tobias Arlt und Max Langenhan den Weltmeistertitel gewinnen. Beim den Weltmeisterschaften nachfolgenden Weltcup in Altenberg belegten Eitberger/Schirmer den dritten Platz. Nach einem vierten Platz beim Weltcup Oberhof I, folgte beim Weltcup Oberhof II für Eitberger/Schirmer der erste Weltcupsieg in der klassischen Disziplin sowie der Silberrang beim Sprintrennen. Beim Weltcup Sigulda I wurden sie in der klassischen Disziplin und im Sprint jeweils Dritte. Damit beendeten sie den Sprintweltcup mit 225 Punkten auf dem Bronzerang, mussten sich dabei den Österreicherinnen Egle/Kipp sowie den Italienerinnen Andrea Vötter und Marion Oberhofer geschlagen geben. Auch beim Weltcup Sigulda II fuhren sie auf den zweiten Rang, was ihnen mit 661 Punkten in der klassischen Disziplin und 886 Punkten im Gesamtweltcup weiterer Bronzeränge in den Saisonwertungen einbrachte.
Anfang Juli 2024 gab der Bob- und Schlittenverband für Deutschland bekannt, dass Eitberger ab der Saison 2024/25 zusammen mit Magdalena Matschina an den Start gehen wird. Zur Zukunft von Schirmer machte der Verband keine Angaben.
Schirmer ist Polizeioberwachtmeisterin der Bayerischen Polizei und seit 2021 Teil der dortigen Spitzensportförderung.

## Erfolge

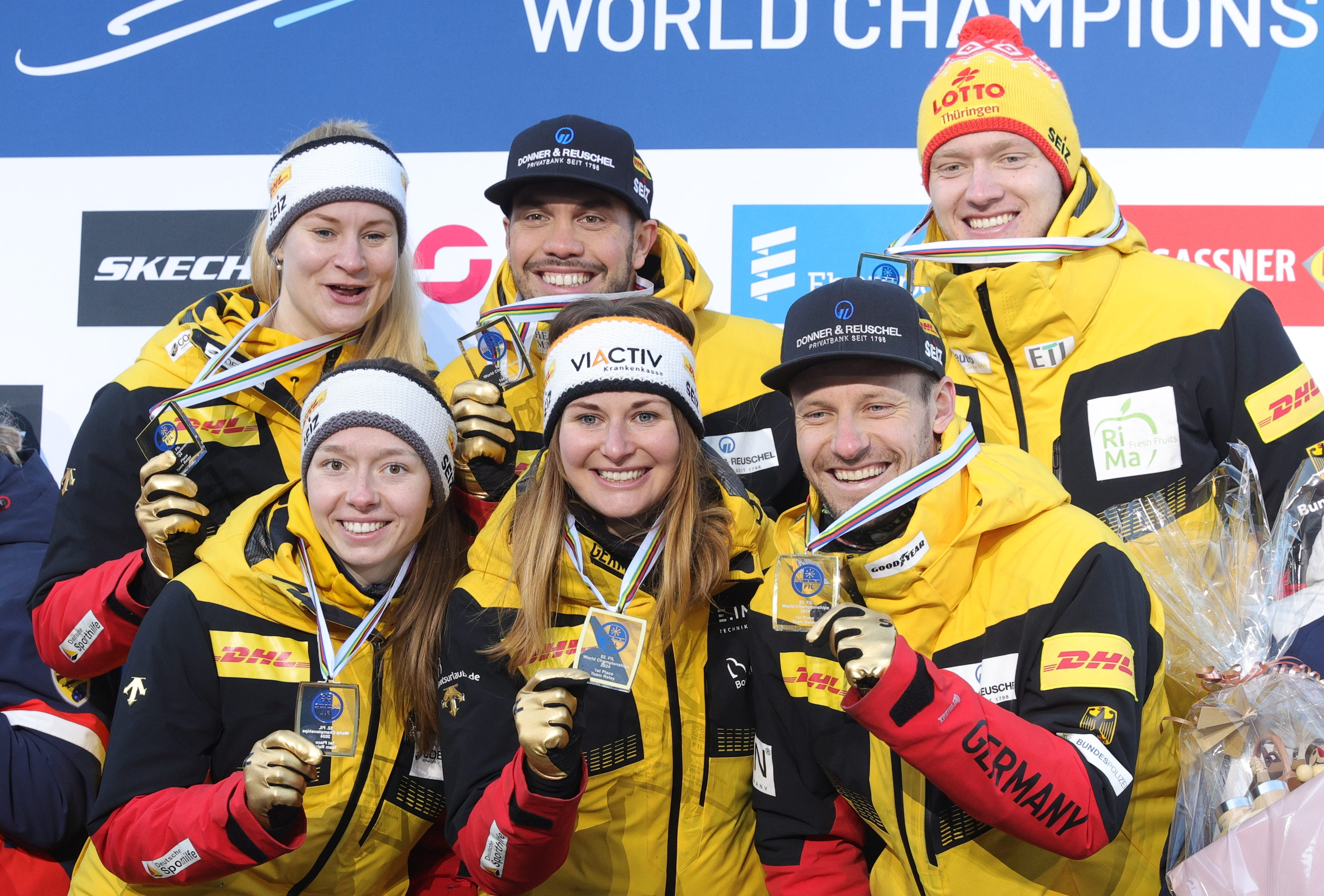
Teamstaffel-Weltmeister 2024

Weltmeisterschaften
- Altenberg 2024:  in der Teamstaffel

Deutsche Meisterschaften
- Altenberg 2023:  im Doppelsitzer und in der Teamstaffel

### Weltcupsiege
Doppelsitzer
| Nr. | Datum            | Ort     | Bahn                  |
| --- | ---------------- | ------- | --------------------- |
| 1   | 17. Februar 2024 | Oberhof | Rennrodelbahn Oberhof |